# Мурё, Шарль
Шарль Мурё (фр. Charles Moureu; 19 апреля 1863 — 13 июня 1929) — французский химик, член Парижской медицинской академии, профессор Коллежа де Франс.

## Биография
Шарль Мурё провёл детство на семейной ферме в окружении семи братьев и сестёр. Получив свидетельство об окончании начальной сельской школы, он продолжил обучение в коллеже Ортеза, а затем в школе города Байонна, где в 1880 году в возрасте 17 лет получил степень бакалавра.
Шарля взял к себе на работу брат Феликс, фармацевт и будущий мэр Биаррица. Там он увлёкся науками, в том числе химией. В 21 год Шарль поступил в Высшую школу фармации Парижа, и одновременно готовился к получению степени в области физических наук в Сорбонне. В 1886 году он получил серебряную медаль, в 1887 году — золотую, а в 1891 году окончил её с дипломом фармацевта первого класса.
В 1886 году Шарль параллельно с учёбой работал в Парижском госпитале. В 1891 году он был назначен главным фармацевтом приютов округа Сены. В небольшой лаборатории госпиталя Иль-Эврар он начал свои исследования. В 1888 году он получил степень бакалавра физических наук, а в 1893 году — докторскую степень в области физических наук. Темой его докторской диссертации была «Акрилова кислота и её производная». В 1899 году он стал доцентом химии и токсикологи, а в 1907 году — доктором фармацевтики. Шарль отказался от лечебной практики и посвятил себя исключительно научным исследованиям и преподаванию.
Во время Первой мировой войны Мурё играл ведущую роль в организации защиты от германской газовой атаки.
Шарль Мурё вместе с Кириллом Дюмаевым разработал методы получения различных органических продуктов, которые могли быть использованы как отравляющие вещества.
В 1917 году Мурё вместе со своим учеником Шарлем Дюфресом открыл защитные свойства антиоксидантов. К 1922 году они открыли около 500 ингибиторов, способных предотвращать автоокисление важнейших промышленных продуктов — производных этилена, различных топлив, смазок, каучука.

## Звания и награды

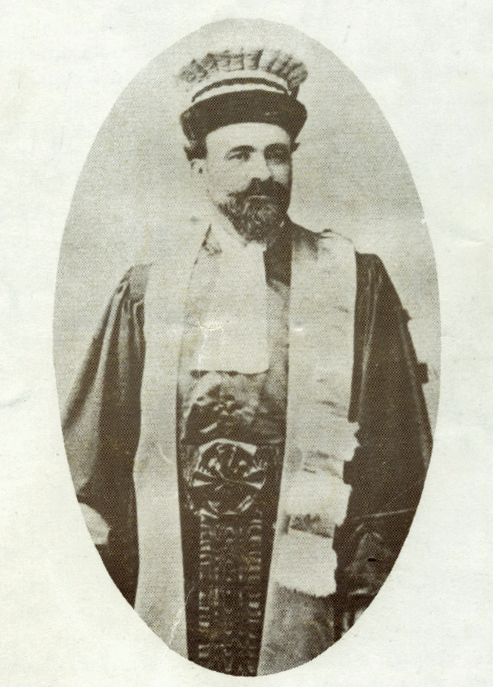
Шарль Мурё со своими наградами

- Золотая медаль Высшей школы фармацевтов Парижа (1887)
- Награда Laillet (1887)
- Награда Капюрона медицинской академии
- Награда Джеккера от академии наук
- Знак отличия по народному просвещению
- Доктор физических наук (1893)
- Доцент химии и токсикологии (1899)
- Профессор в Высшей школе фармации (1907)
- Член медицинской академии (1907)
- Член Французской академии наук — член Института (1911)
- Профессор Коллежа де Франс (1917)
- Великий офицер Ордена Почётного легиона

## Цитаты
Шарль Мурё в 1920 году так оценил химическую войну:
Нет ни одного человека во всём цивилизованном мире, который не дрожал бы от ужаса при одной мысли об удушливых газах.

## Фотогалерея

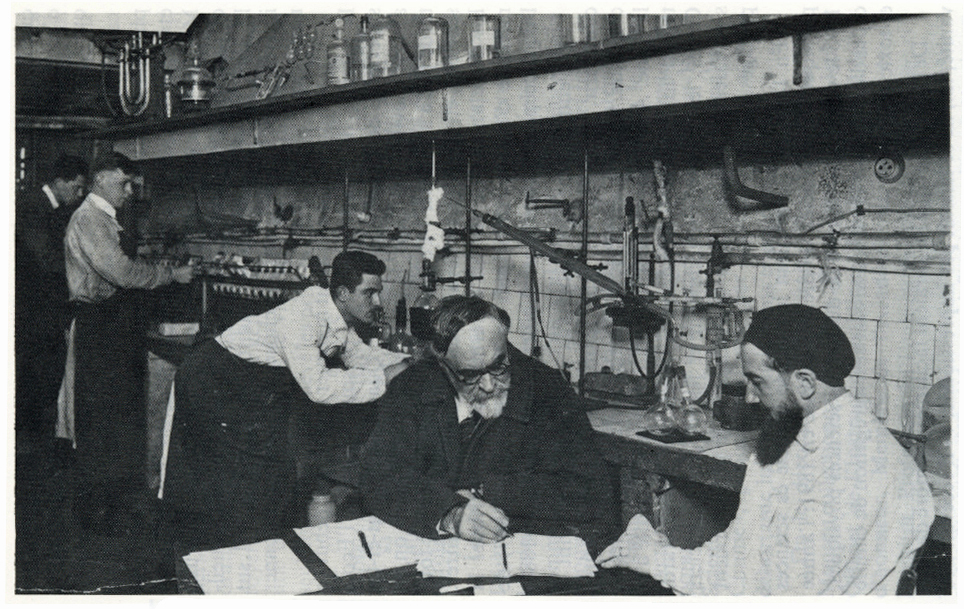
Шарль Мурё и Шарль Дюфрес в лаборатории
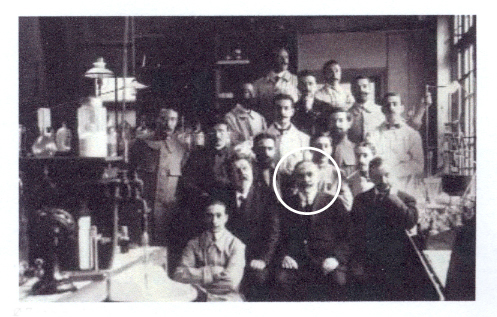
Группа химиков во главе с Мурё (Шарль Дюфрес позади него двумя рядами в военной форме)
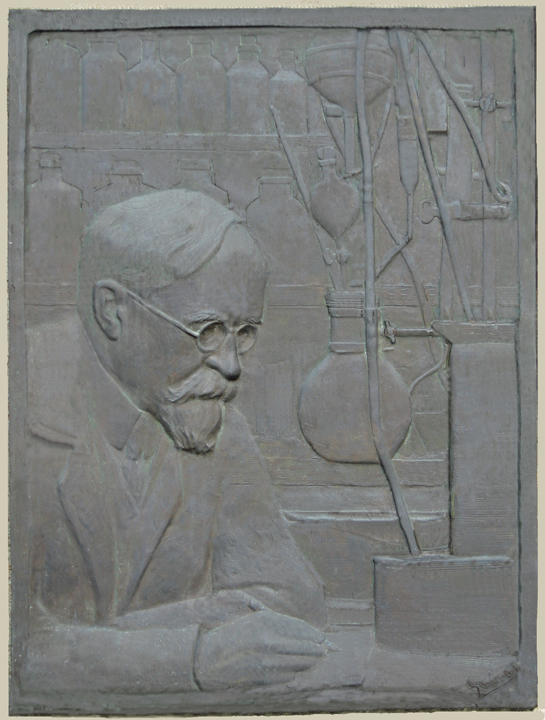
Мемориальная доска